# Wahlen in Sierra Leone
Bei Wahlen in Sierra Leone unterscheidet man mindestens sechs verschiedene regelmäßige Anlässe, zu denen diese in Sierra Leone stattfinden. Alle Wahlen basieren auf der Verfassung von Sierra Leone und dem Wahlrecht von 2002 („Electoral Laws Act, 2002“) mit Anpassungen von 2002 und 2007 sowie dem „Public Elections Act“ aus dem Jahr 2012. 
Sierra Leone, als demokratischer Staat, stützt sich auf ein Mehrparteiensystem. Sierra Leone ist für Parlaments- und Präsidentschaftswahlen in derzeit (Stand 2023) 132 Wahlkreise unterteilt.

## Wahlrecht
Das aktive Wahlrecht in Sierra Leone haben alle sierra-leonischen Staatsbürger, die das 18. Lebensjahr vollendet haben. Das passive Wahlrecht hat jeder sierra-leonische Staatsbürger, der das 21. Lebensjahr vollendet hat. Im Falle der Präsidentschaftswahl muss diese Person mindestens 40 Jahre alt sein.

## Nationale Wahlen

### Präsidentschaftswahlen
Der Staatspräsident wird seit der ersten Wahl 1985 alle fünf Jahre nach dem Mehrheitswahlrecht durch direkte, allgemeine, geheime, gleiche und freie Wahl gewählt. Zum Präsidenten ist gewählt, wer mindestens 55 % der Stimmen in der Hauptwahl beziehungsweise die Mehrheit in einer Stichwahl auf sich vereinigen kann.

### Parlament
Die Parlamentswahlen finden alle fünf Jahre seit 1991 statt. Hierbei werden nach dem Direktwahlrecht politische Parteien gewählt, de zuvor von der Wahlkommission zugelassen worden sind. Das Parlament umfasst laut Verfassung mindestens 60 Personen und setzt sich aus einem gewählten Paramount Chief aus jedem Distrikt, das bedeutet 14 Personen und einem Vertreter jedes Wahlkreises (135 Personen) zusammen.

#### PCMP
Bei den sogenannten PCMP-Wahlen (englisch Paramount Chief Member of Parliament Elections) werden alle fünf Jahre die 14 Vertreter der Distrikte gewählt. Die Paramount Chiefs vertreten diese Distrikte als Mitglieder im Parlament. Die Paramount Chiefs werden mit einfacher Mehrheit gewählt.

## Kommunalwahlen

### Lokalräte
Bei den Lokalratswahlen (englisch Local Council and Village Head Elections) wird alle fünf Jahre mit einfacher Mehrheit per Direktwahl jeweils ein politischer Vertreter als Councillor pro Ward (zu deutsch etwa Abteilung) gewählt. Diese Councillor bilden zusammen jeweils die Verwaltung einer der 19 Lokalverwaltungen (englisch Councils). Derzeit (Stand März 2014) gibt es landesweit 394 Wards.

### Distriktvorsitzende und Bürgermeister
Bei den Distrikts- und Bürgermeisterwahlen werden alle vier Jahre mit einfacher Mehrheit in Direktwahl die Bürgermeister beziehungsweise Distriktvorsitzende (englisch District Chairman) gewählt. Derzeit (Stand 2017) gibt es 16 Distriktvorsitzende und sieben Bürgermeister.

### Dorfvorsitzende
Dorfvorsitzende werden alle vier Jahre mit einfacher Mehrheit per Direktwahl gewählt. Eine Wahl findet ausschließlich im Distrikt Western Area Rural statt. Hier befinden sich 96 Dörfer.